# Milan Kotík
Milan Kotík (ur. 18 stycznia 1944 w Pradze) – czeski lekkoatleta reprezentujący Czechosłowację, wieloboista i płotkarz
Odpadł w półfinale biegu na 50 metrów przez płotki na europejskich igrzyskach halowych w 1967 w Pradze. Zdobył brązowy medal w tej konkurencji na kolejnych europejskich igrzyskach halowych w 1968 w Madrycie, przegrywając jedynie z Eddym Ottozem z Włoch i Güntherem Nickelem z RFN.
Był mistrzem Czechosłowacji w dziesięcioboju w latach 1963–1965 i 1967, wicemistrzem w biegu na 110 metrów przez płotki w 1967 i w dziesięcioboju w 1968 oraz brązowym medalistą na 110 metrów przez płotki w 1968.
Był dwukrotnym rekordzistą Czechosłowacji w do wyniku 7212 punktów uzyskanego 2 lipca 1967 w Linzu.